# FIFA女子チャンピオンズカップ
FIFA女子チャンピオンズカップ（英: FIFA Women's Champions Cup）は、FIFAが主催する、クラブチームによる女子サッカーの国際大会である。大会はFIFA女子クラブワールドカップ開催年を除くシーズンに行われる。男子のFIFAインターコンチネンタルカップに相当する大会であり、第1回大会は2026年に行われる予定。

## 開催方式
1発勝負のトーナメント方式。
- Round 1: アジア代表とオセアニア代表が対戦
- Round 2: アフリカ代表が1回戦勝者と対戦
- 準決勝: 2回戦勝者が欧州代表と対戦し、北中米カリブ代表と南米代表が対戦
- 決勝: 準決勝の勝者が決勝を行い、敗者が3位決定戦を行う

## 結果
| 年度 | 優勝 | 結果 | 準優勝 | 会場 |
| ---- | ---- | ---- | ------ | ---- |
| 2026 |      |      |        |      |